# Karel Plíhal (album)
Bezejmenná modrá deska z roku 1985 je první album Karla Plíhala. Obsahuje 17 autorských písniček. Sleeve-note napsal Čestmír Klos.

## Seznam písní
1. Květina – 1:47
2. Pozvánka – 2:13
3. Taxík – 1:42
4. U spinetu – 1:52
5. Námořnická – 2:51
6. O blechách a tak – 1:55
7. Vlasy – 2:46
8. Vzpomínky – 2:05
9. Zavřu se do sebe – 2:01
10. Hospodská – 2:47
11. Na konečné tramvaje – 2:42
12. Pes – 2:39
13. Sedí topič u piana – 0:47
14. Když jsi smutná – 1:15
15. Za tři čtvrtě století – 1:53
16. Akordy – 2:59
17. Kluziště – 2:41

## Nahráli
- Karel Plíhal – kytara (1–3, 5–12, 14–17)
- Lubomír Schneider – kytara (5, 16, 17), sbor (2, 11, 16, 17)
- Vladimír Knápek – piano (4, 7, 9, 11, 13), syntezátor (1, 12)
- Vojslav Ketman – kontrabas (1, 2, 4, 5, 7–12, 17), sbor (2, 11, 16, 17)
- Miloš Pohl – bicí (2, 4, 7, 9–11, 13), perkuse (1, 2, 8), sbor (2, 11, 16, 17)
- Ivan Pokorný – syntezátor (8, 15, 16), sbor (2, 17)
- Dan Marek – violoncello (3, 15)
- Jan Šula – viola (3, 15)
- Helena Mačková – housle (3, 15)
- Jaromír Pospíšil – elektrická kytara (15)
- Emil Pospíšil – elektrická kytara (10), sitar (12)
- Jiří Vedral – kytara (15), vedoucí smyčců

Pod aranžemi jsou podepsáni Karel Plíhal (1, 2, 4-17) a Jiří Vedral (3, 15).

## Reedice
- v rámci kompilace Karel Plíhal 1985-89 (FT Records, 1992 a 1995)
- Bonton, 2000
- remastrováno a znovu vydáno 2006